# Alicia von Rittberg

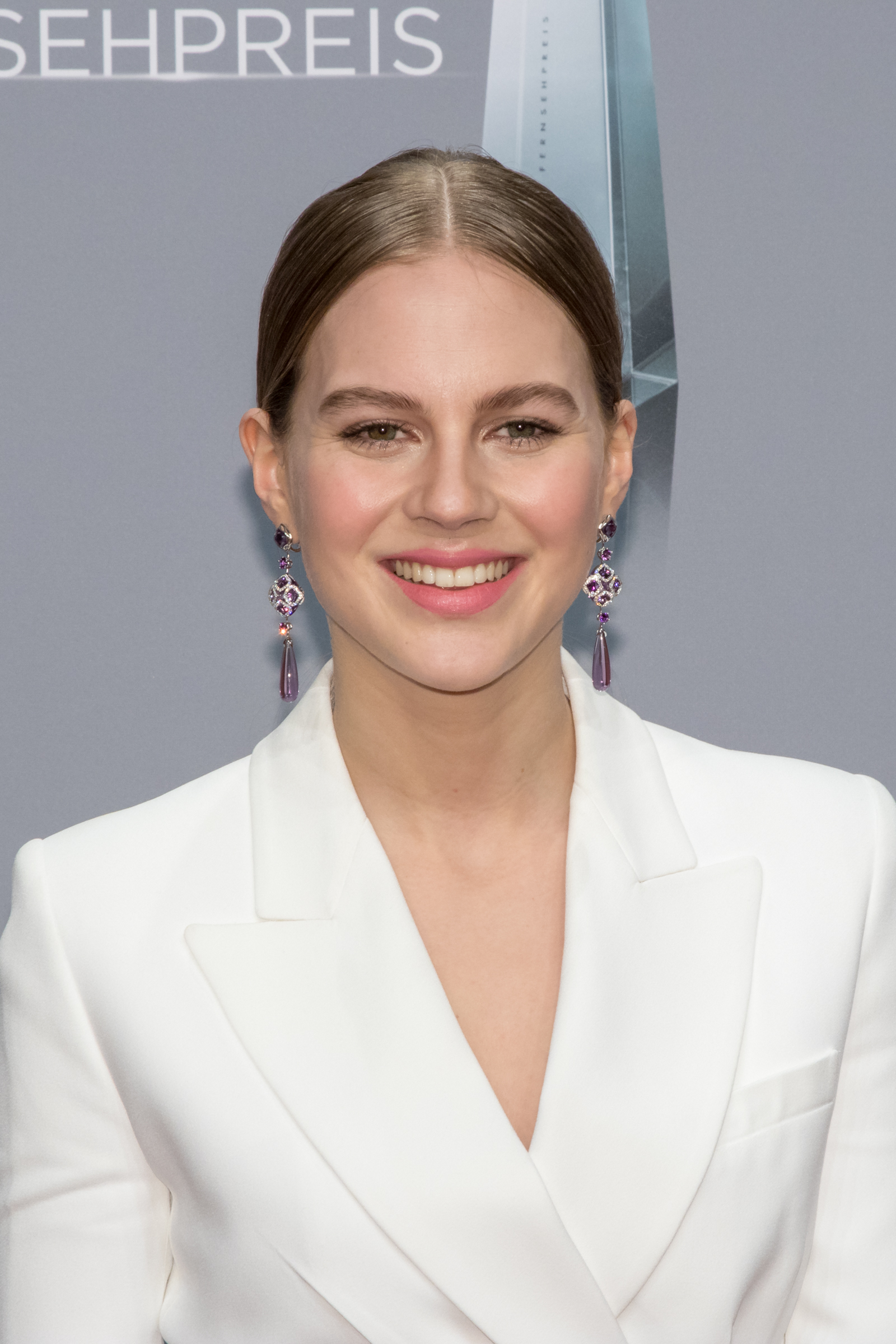
Alicia von Rittberg beim Deutschen Fernsehpreis 2018

Alicia Helena Valerie Gräfin von Rittberg (* 10. Dezember 1993 in München) ist eine deutsche Schauspielerin.

## Leben
Alicia von Rittberg entstammt dem Adelsgeschlecht Rittberg. Sie wuchs gemeinsam mit drei Brüdern in München auf. Dort besuchte sie das altsprachliche humanistische Wilhelmsgymnasium. Schon als Schülerin begann sie mit kleinen Rollen bei der Rateshow Dingsda und im KiKA in den Jahren 2000 bzw. 2005 ihre Filmkarriere. Es folgten Auftritte in Der Alte, Die Rosenheim-Cops, Tschüß, wir bleiben hier! und Die Lawine. In den Jahren 2008 und 2009 verkörperte Rittberg die Rolle der Lilly Sander in der ZDF-Miniserie Meine wunderbare Familie. Im November 2009 war sie in der Romy-Schneider-Verfilmung Romy als die jugendliche Romy zu sehen. Im Januar 2010 sendete das ZDF erstmals den gegen Ende 2008 gedrehten Zweiteiler Das Geheimnis der Wale, in dem Rittberg die 14-jährige Tochter der von Veronica Ferres verkörperten Hauptrolle spielt. Auch im Fernsehzweiteiler Hindenburg, der im Februar 2011 von RTL und ORF 2 ausgestrahlt wurde, war sie zu sehen.
Für ihre Hauptrolle als gedemütigtes Heimkind im ZDF-Fernsehfilm Und alle haben geschwiegen erhielt sie 2013 den Nachwuchsförderpreis beim Bayerischen Fernsehpreis.
2014 wurde sie einem internationalen Publikum bekannt, als sie in David Ayers Film Herz aus Stahl (Originaltitel: Fury) die Rolle einer jungen Deutschen übernahm, die unfreiwillig Gastgeberin für die im Film dargestellte Panzerbesatzung um Schauspieler Brad Pitt wird.
In der ersten Staffel der ARD-Fernsehserie Charité spielte Rittberg die Hauptrolle der Hilfswärterin Ida Lenze.
In der Starz-Serie Becoming Elizabeth aus dem Jahr 2022 übernimmt sie die Hauptrolle der jungen Elisabeth Tudor, der späteren Königin Elisabeth I. von England.
Neben ihrer Tätigkeit als Schauspielerin studiert sie Wirtschaftswissenschaften an der Zeppelin Universität in Friedrichshafen.

## Filmografie

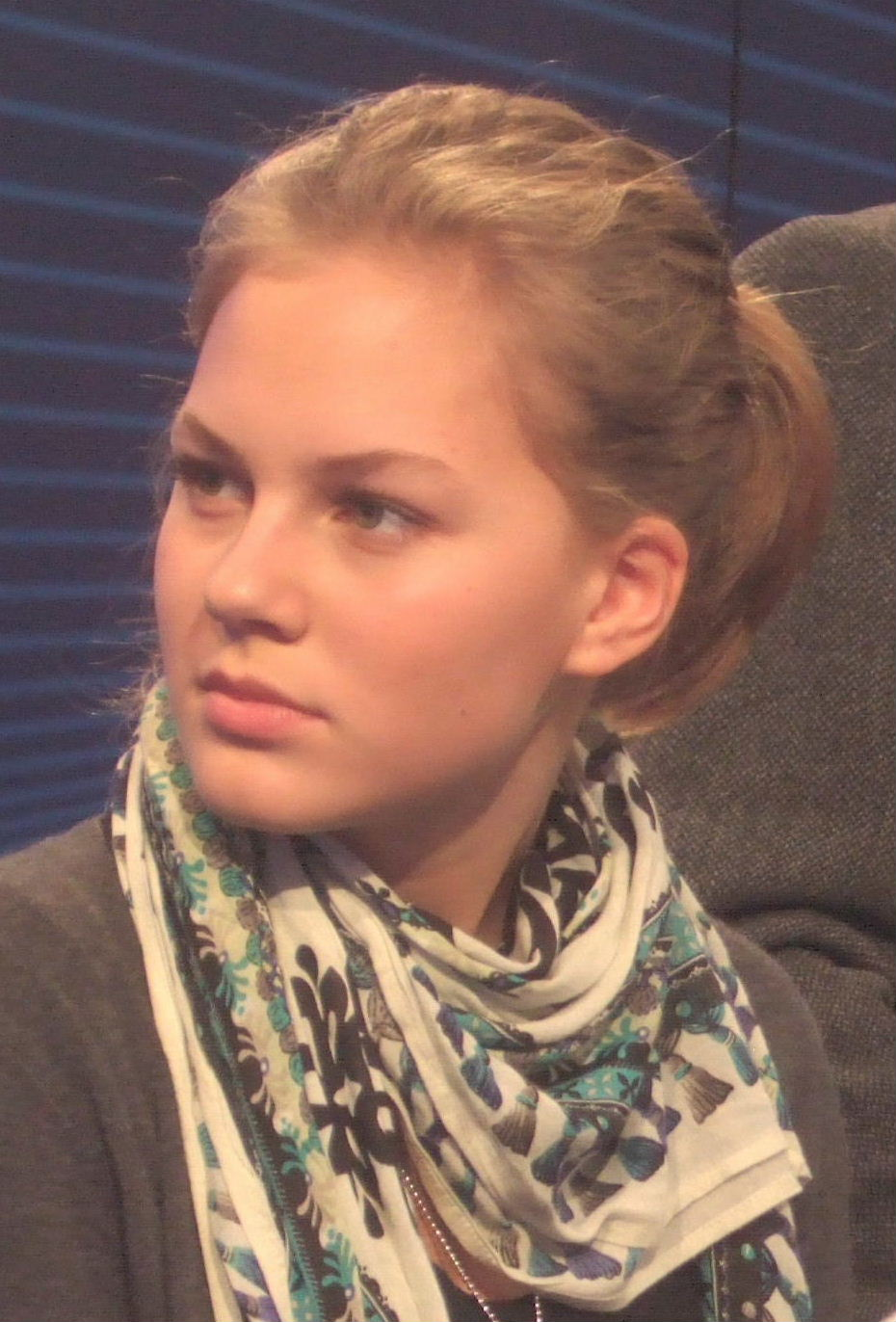
Alicia von Rittberg (2009)

- 2005: Die Rosenheim-Cops (Fernsehserie)
- 2006: Der Alte (Fernsehserie, Folge 30x03 Tödliches Schweigen)
- 2007: Die Lawine (Fernsehfilm)
- 2008: Die Sache mit dem Glück (Fernsehfilm)
- 2009: Romy (Fernsehfilm)
- 2008–2010: Meine wunderbare Familie (Fernsehserie, fünf Folgen)
- 2010: Das Geheimnis der Wale (Fernsehfilm)
- 2011: Der Alte (Fernsehserie, Folge 37x04 Zivilcourage)
- 2011: Hindenburg (Fernsehfilm)
- 2011: Die Verführerin Adele Spitzeder (Fernsehfilm)
- 2011: Eine ganz heiße Nummer
- 2012: Barbara
- 2012: Und alle haben geschwiegen (Fernsehfilm)
- 2013: Alles für meine Tochter (Fernsehfilm)
- 2014: Unterwegs mit Elsa (Fernsehfilm)
- 2014: Die Hebamme (Fernsehfilm)
- 2014: Die reichen Leichen. Ein Starnbergkrimi (Fernsehfilm)
- 2014: Herz aus Stahl (Fury)
- 2015: Das Romeo-Prinzip (Fernsehfilm)
- 2016: Die Hebamme II (Fernsehfilm)
- 2016: Verräter wie wir (Our Kind of Traitor)
- 2017: Charité (Fernsehserie)
- 2017: Genius (Fernsehserie)
- 2017: Jugend ohne Gott
- 2018: Ballon
- 2019: Lotte am Bauhaus (Fernsehfilm)
- 2019: Rate Your Date
- 2020: Resistance – Widerstand (Resistance)
- 2020: Hello Again – Ein Tag für immer
- 2022: Leave
- 2022: Becoming Elizabeth (Fernsehserie)
- 2024: Landkrimi – Bis in die Seele ist mir kalt (Fernsehreihe)

## Auszeichnungen
- 2013: Bayerischer Fernsehpreis – Nachwuchsförderpreis der LfA Förderbank Bayern für ihre Leistung als Schauspielerin in Und alle haben geschwiegen
- 2013: Preis der Saarland Film GmbH des Günter-Rohrbach-Filmpreises für ihre Rolle in Und alle haben geschwiegen gemeinsam mit Leonard Carow
- 2014: New Faces Award für Die Hebamme (Beste Nachwuchsschauspielerin)
- 2017: Bambi für Charité
- 2019: Seoul International Drama Awards für Lotte am Bauhaus